# Pratz (Haute-Marne)
Pratz is een plaats en voormalige gemeente in het Franse departement Haute-Marne in de regio Grand Est.

## Geschiedenis
Op 1 januari 1973 werd Pratz als commune associée opgenomen in de gemeente Colombey-les-Deux-Églises. Toen deze gemeente op 1 januari 2017 fuseerde de gemeente met Lamothe-en-Blaisy tot de commune nouvelle Colombey les Deux Églises werd ook Pratz een commune déléguée van de nieuwe gemeente.
Argentolles · Biernes · Blaise · Champcourt · Colombey-les-Deux-Églises · Harricourt · Lamothe-en-Blaisy · Lavilleneuve-aux-Fresnes · Pratz